# Закон Гейла

Закон Гейла проілюстровано на прикладі груп сонячних плям. Кожна точка позначена літерою N (північ) або S (південь), що вказує на її магнітну полярність. Кожна група сонячних плям складається з двох плям протилежної полярності. Праворуч розташована передня, а ліворуч — задня пляма.

Активні регіони часто біполярні, з двома полюсами протилежної магнітної полярності.

Закон Гейла, також відомий як закон полярності Гейла або закон Гейла-Ніколсона, — емпіричний закон для орієнтації магнітних полів в активних регіонах Сонця.
Він стосується простих активних регіонів, які мають біполярні конфігурації магнітного поля, де одна магнітна полярність є провідною відносно напрямку обертання Сонця. Закон Гейла стверджує, що в одній і тій самій північній або південній півкулі Сонця такі активні регіони мають однакову магнітну полярність переднього полюса; що в протилежній півкулі такі активні регіони мають протилежну полярність переднього полюса; і що від одного циклу сонячних плям до наступного ці полярності змінюються на протилежні. Він названий на честь Джорджа Еллері Гейла та Сета Барнза Ніколсона, чиї спостереження магнітних полів в активних регіонах призвели до формулювання цього закону на початку XX століття.
Закон Гейла, разом із законом Джоя та законом Шперера, забезпечує спостережні обмеження для моделей сонячного динамо, яке генерує магнітне поле Сонця. Закон Гейла передбачає, що активні регіони походять від впорядкованого тороїдального магнітного поля всередині Сонця, яке змінює полярність на екваторі й чергує полярність між циклами сонячних плям.

## Історія
Сонячне магнітне поле вперше виявив у 1908 році Джордж Еллері Гейл, коли він спостережно довів, що сонячні плями мають сильні біполярні магнітні поля. Під час цих спостережень Гейл також помітив, що більшість груп сонячних плям в одній північній або південній півкулі Сонця мають однакову полярність передньої плями, і що ця полярність змінюється на протилежну по інший бік від екватора. Коли 14-й сонячний цикл переходив у 15-й, Гейл та його колеги провели подальші спостереження. У 1919 році їхня робота показала, що магнітна полярність пар сонячних плям в обох півкулях змінювалася на протилежну від одного 11-річного циклу сонячних плям до наступного. Ці закономірності стали відомі як закон полярності Гейла або просто закон Гейла.

## Визначення
Закон Гейла описує магнітну полярність, пов'язану з активними регіонами Сонця. Магнітне поле більшості активних регіонів можна наблизити парою магнітних монополів протилежної полярності, і в цьому випадку регіон називають біполярним активним регіоном. Ці полюси зазвичай орієнтовані таким чином, що один полюс розташований попереду відносно напрямку обертання Сонця, а інший — позаду.
Закон Гейла стверджує, що біполярні активні регіони мають такі властивості залежно від того, чи розташований регіон у північній чи південній півкулі Сонця:
- В одній півкулі регіони, як правило, мають однакову полярність передньої плями.
- У протилежній півкулі регіони, як правило, мають протилежну полярність передньої плями.
- Полярності передніх плям в обох півкулях змінюються на протилежні від одного циклу сонячних плям до наступного.

### Антигейлівські регіони
Біполярні активні регіони, які порушують закон Гейла, відомі як антигейлові регіони (англ. anti-Hale regions). Оцінки відсотка біполярних активних регіонів, які порушують закон Гейла, коливаються від 2 до 9 %. Малі, слабкі, ефемерні активні регіони порушують закон Гейла частіше, ніж у середньому, з відносним показником близько 40 %. Натомість лише 4 % активних регіонів середнього та великого розміру порушують закон Гейла. Крім того, антигейлові регіони — і малі регіони загалом — як правило, мають кут орієнтації або нахил, який не відповідає закону Джоя, і було виявлено, що вони більш поширені під час сонячних мінімумів.

### Цикл Гейла
Оскільки закон Гейла стверджує, що провідні магнітні полярності в кожній півкулі чергуються між циклами сонячних плям, потрібно два повних цикли, щоб провідні полярності повернулися до своєї початкової структури. Це вказує на те, що приблизно 11-річний цикл сонячних плям становить половину 22-річного магнітного циклу, який іноді називають циклом Гейла.

## Сонячне динамо
Закон Гейла має важливі наслідки для внутрішнього магнітного поля Сонця та динамо, яке ним керує. Зокрема, спостереження, що активні регіони в цій півкулі мають однакову магнітну полярність передньої плями, свідчить про те, що їхня поява є проявом впорядкованого тороїдального магнітного поля всередині Сонця. Крім того, спостереження, що полярність магнітного поля передньої плями змінюється вздовж екватора та чергується між послідовними циклами сонячних плям, додатково свідчать про те, що таке тороїдальне поле також змінює полярність вздовж екватора та чергує полярності між циклами.
Закон Гейла, разом із законом Джоя для нахилу груп сонячних плям та законом Шперера для зміни широт активних регіонів, забезпечує сильні спостережні обмеження для моделей сонячного динамо. Наприклад, згідно з механізмом Бебкока-Лейтона для сонячного динамо, тороїдальне поле, що випливає з закону Гейла, є результатом диференціального обертання Сонця, що створює полоїдальне магнітне поле, орієнтоване з півночі на південь.